# Geoffrey Lewis
Geoffry Bond Lewis (San Diego, 31 juli 1935 – Los Angeles, 7 april 2015) was een Amerikaans film- en televisieacteur en filmregisseur.
Hij heeft in diverse bekende films en televisieseries gespeeld, vaak met en onder regie van Clint Eastwood. Later regisseerde hij ook zelf films en schreef scripts. Geoffrey Lewis is de vader van actrice Juliette Lewis.

## Loopbaan
Lewis debuteerde in 1963 als figurant in de film The Fat Black Pussycat, maar bekend werd hij vanwege zijn rollen in westernseries als Bonanza, The High Chaparral, Alias Smith and Jones en Gunsmoke. Hij was ook te zien in de misdaadseries Mission: Impossible en Mannix. In totaal heeft Lewis in meer dan 180 films en tv-series gespeeld, voornamelijk in westerns.

## Filmografie (selectie)
- 1972: Bad Company
- 1973: My Name is Nobody
- 1973: Dillinger
- 1974: Thunderbolt and Lightfoot
- 1975: Lucky Lady
- 1975: The Great Waldo Pepper
- 1975: The Wind and the Lion
- 1976: The Return of a Man Called Horse
- 1979: Salem's Lot
- 1980: Heaven's Gate
- 1980: Tom Horn
- 1986: Spot Marks the X
- 1987: Tango & Cash
- 1991: Double Impact
- 1993: The Man Without a Face
- 1994: Maverick
- 2004: Blueberry (Renegade)

Samen met Clint Eastwood:
- 1973: High Plains Drifter
- 1974: Thunderbolt and Lightfoot
- 1978: Every Which Way But Loose
- 1980: Bronco Billy
- 1980: Any Which Way You Can
- 1989: Pink Cadillac
- 1997: Midnight in the Garden of Good and Evil

- Biblioteca Nacional de España: XX821482
- Bibliothèque nationale de France: cb140217965 (data)
- Gemeinsame Normdatei: 142073415
- International Standard Name Identifier: 0000 0001 2145 2506
- Library of Congress Control Number: n92015065
- National Archives and Records Administration: 10571951
- Nationale Bibliotheek van Tsjechië: xx0176739
- SNAC: w6sf4rsc
- Système universitaire de documentation: 06079089X
- Virtual International Authority File: 100250555
- WorldCat: E39PBJdgWvvVfRK8W7mJ3WrQbd